# سان آنتونیو ده پادوا
سان آنتونیو ده پادوا یا سان آنتونیو دِ پادوا (به اسپانیایی: San Antonio de Padua) شهری در کشور آرژانتین، استان بوئنوس آیرس است که در سال ۲۰۰۹ میلادی، حدود ۳۷٬۷۷۵ نفر جمعیت داشته‌است.